# Бенуа, Альберт Александрович

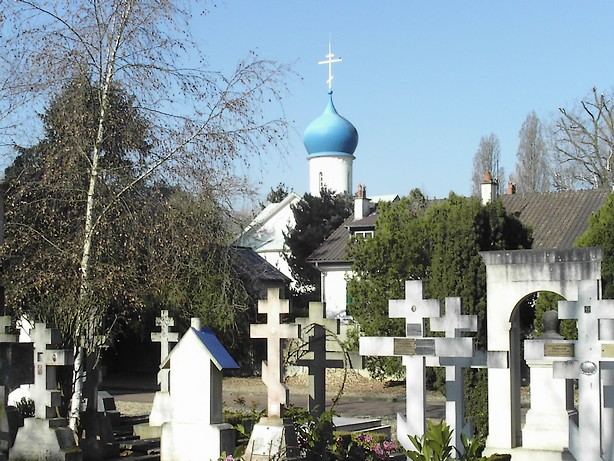
Церковь Успения Пресвятой Богородицы на русском Кладбище Сент-Женевьев-де-Буа

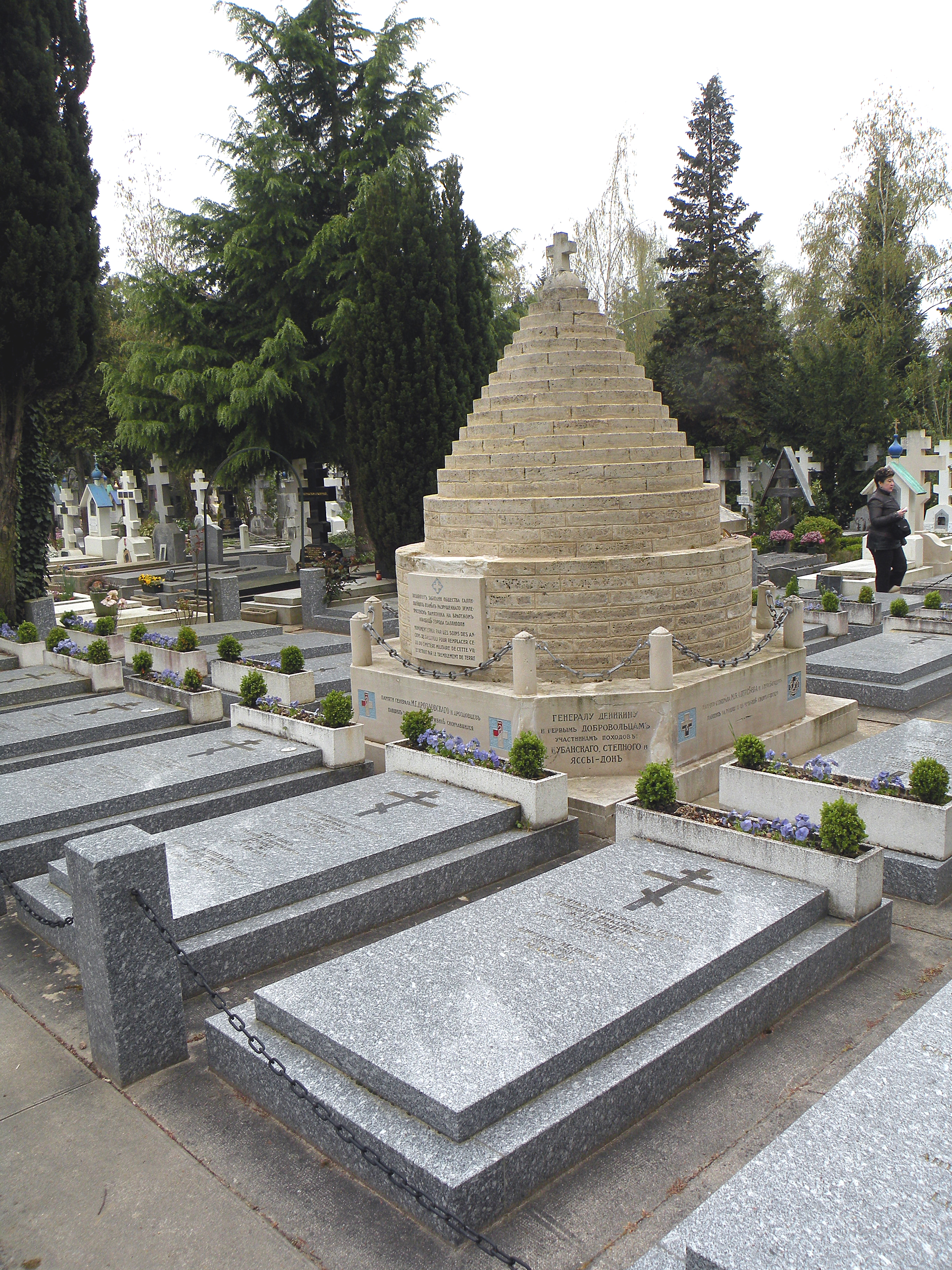
Памятник участникам Белого Движения на русском Кладбище Сент-Женевьев-де-Буа

Альберт Александрович Бенуа (11 июня 1888, Санкт-Петербург — 13 августа 1960, Париж) — русский архитектор, живописец и график.
Сын акварелиста Александра Александровича Бенуа (Конского). Отец же и выступил первым учителем рисования сына. Продолжил образование в Институте гражданских инженеров (Санкт-Петербург). В дальнейшем преподавал в рисовальной школе Императорского общества поощрения художеств (ОПХ).
В 1910 году переехал во Францию, где продолжил учёбу в Специальной школе архитектуры (Париж). С 20-х годов XX века художественные работы Альберта Бенуа выставлялись на Осеннем салоне и Салоне Независимых, выставках общества «Икона», членом которого он являлся, выставках русского искусства в Брюсселе, Белграде, Париже.
Среди наиболее известных архитектурных творений Альберта Бенуа — здание церкви Успения Пресвятой Богородицы на русском Кладбище Сент-Женевьев-де-Буа под Парижем (он же со своей женой М. А. Бенуа (урожденная Новинская 1891 — 1974 ) и расписал этот храм), Памятник участникам Белого движения — галлиполийцам (совместно с М. А. Бенуа) на том же кладбище, храм-памятник на могилах русских воинов на кладбище Сент-Илер-ле-Гран (фр. Saint-Hilaire-le-Grand; близ Мурмелона). В 50-е годы рукой Бенуа была расписана нижняя церковь парижского собора Александра Невского (совместно с М. А. Бенуа). Также по эскизам А. Бенуа созданы более ста крестов и надгробий, в том числе и для известных русских эмигрантов Бунина, Мережковского, Гиппиус, Шмелева.